# Osman (videogioco)
Osman (キャノンダンサー?, Cannon Dancer) è un videogioco arcade sviluppato nel 1996 da Mitchell.

## Trama
Osman (Kirin nella versione originale) è un assassino assoldato da Jack Layzon per uccidere Abdullah the Slaver.

## Modalità di gioco
Il gameplay è molto simile a quello di Strider, ci sono diversi power-up: giallo, aumenta l'energia di un solo segmento; verde, che la ristabilisce fino ad un certo punto, e un power-up blu, che ripristina tutta.

## Sviluppo
Ideato da Kōichi Yotsui, accreditato come Isuke (伊 助?), il videogioco è stato realizzato da ex-dipendenti di Capcom e di Data East.
Osman è considerato un sequel non ufficiale di Strider, sebbene sia ambientato nel Medio Oriente in uno scenario cyberpunk.
Al contrario di Strider, Osman non venne mai convertito per altre piattaforme. Il presidente della Mitchell, Roy Ozaki, ha dichiarato di aver tentato in passato di vendere la licenza del videogioco, ma con scarso successo.
ININ Games ha annunciato la distribuzione nell'aprile 2023 di una conversione di Osman per PlayStation 4, PlayStation 5, Xbox Series X e Series S, Xbox One e Nintendo Switch.